# Violeta (Prudenci Bertrana)
Violeta és una novel·la escrita per Prudenci Bertrana l'any 1899, quan l'autor comptava 32 anys.
Es tracta de la primera novel·la de l'autor i va romandre inèdita fins a l'any 2013, quan es publicà per primera vegada. El mateix autor la considerava com:
| «                                                                | la primera temptativa de suïcidi d'un trist pintor que està tip d'actuar de judes de si mateix i desitja penjar-se. | » |
| — Prudenci Bertrana, Associació d'Escriptors en Llengua Catalana | |   |

Tan sols uns pocs amics de l'autor coneixien la seua existència abans que el mateix Bertrana fera referència a l'obra als Jocs Florals de Girona de l'any 1935, quan ja feia uns 36 anys que l'havia escrita.
La primera vegada que tractà de publicar la novel·la fou l'any 1902, però es desconeixen les raons que frustraren l'edició.

## Argument
La novel·la està ambientada a Girona, remarcant l'ambient proletari. El narrador omniscient ens presenta amb acció mínima, unes poques escenes, i personatges, quasi tots anònims, llevat de Mercè, l'amiga de Violeta, a la protagonista del relat: l'òrfena Violeta.
La novel·la ens parla de la vida amorosa de Violeta qui, malgrat ser una òrfena abandonada, sense casa, no perd la seua innocència. Es podria dir que es tracta d'un ser natural, raó per la qual és a la natura on és plenament lliure. Aquesta experiència amorosa és la que farà que Violeta es trobe amb la realitat de la vida i la seua duresa.